# Харра-Архаб
Харра-Архаб —  вулкан в Йемене в мухафазе Амран.
Харра-Архаб —  вулканическое поле. Наивысшая точка —  3100 метров. Находится к северу от столицы Йемена — Саны.
Вулканическое поле Харра-Архаб занимает площадь 1500 км². Оно усеяно невысокими стратовулканами и 60-ю шлаковыми конусами. Некоторые шлаковые конусы возникли в историческое время. Большая часть конусов как правило возвышается на высоту 100-250 метров. Состав магматических пород показывает, что извержения вулканов тут происходили  ещё в период плиоцена и были активны до голоцена. Застывшие магматические лавы состоят из базальта гавайита. В северной части вулканическая деятельность проявлялась в эпоху олигоцена и миоцена, и магматических породы преимущественно состоит из риолитов и базальтов. Для данной местности характерны возвышающиеся скалы из данных природных материалов. 
Последнее извержение произошло в современную эпоху, примерно 1500 лет тому назад; во время него потоки лавы проделали путь около 9 км.